# De La Rue
De La Rue é uma fabricante britânica de impressoras e produtora de papel. A empresa foi fundada em Londres em 1821 por Thomas de la Rue  (nascido em 24 de março de 1793 em The Forest, Guernsey). Em 1958, Thomas de la Rue alterou o nome da empresa para De La Rue Company Limited plc e em 1991 para De La Rue plc.
Dentre vários produtos, a De La Rue vende papel de alta segurança e tecnologias de impressão para mais de 150 moedas nacionais; alegam ser a maior empresa do ramo no mundo. Para o Brasil, a empresa fabricou a segunda estampa das cédulas de cruzeiro antigo, entre 1950 e 1967 e de cruzeiro novo, entre 1967 e 1970.

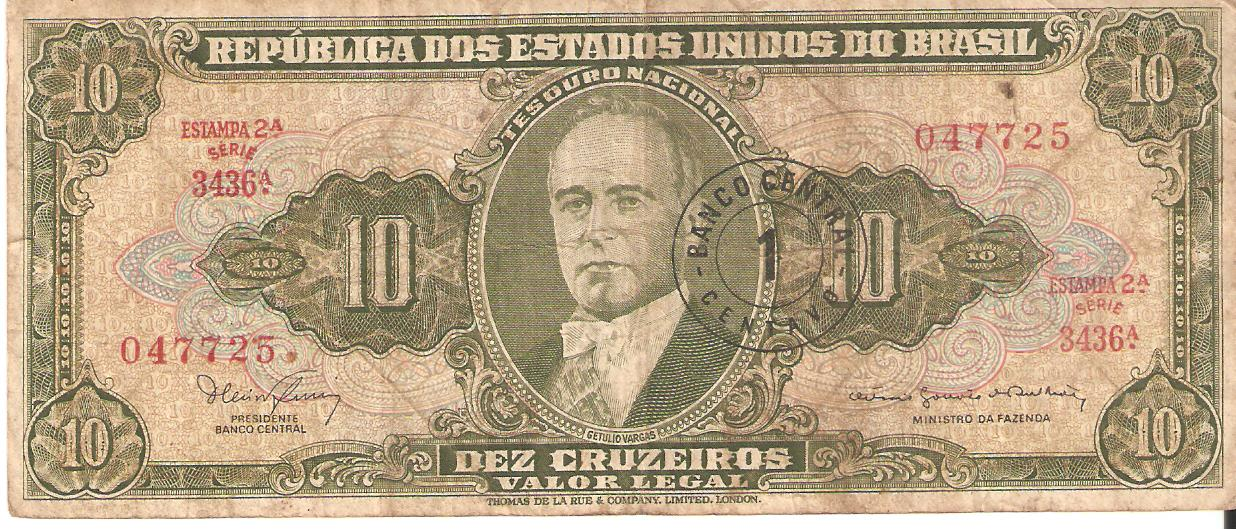
Nota de cruzeiro impressa pela Thomas de la Rue

O design de cartas de baralho de Thomas de la Rue tornaram-se hoje a base para o design padrão moderno. A empresa também imprimiu selos postais para a Grã-Bretanha e algumas de suas colônias.
Produziram o primeiro caixa eletrônico do mundo.
A De La Rue produz nas suas instalações de Gateshead, com o código de fabricante H, parte das notas de euro colocadas em circulação pelos bancos centrais de Portugal (código de país M), da Finlândia (código L) e Irlanda (código T).